# Im Krapfenwald'l
Im Krapfenwald'l (Nel bosco di Krapfen) op. 336, è una polka francese di Johann Strauss (figlio).
Inizialmente eseguita sotto il titolo di Im Pavlovsk-Walde (Nei boschi di Pavlovsk) questa polka francese fece furore quando il compositore la eseguì per la prima volta ad un concerto di beneficenza all'aperto a Pavlovsk il 6 settembre 1869, durante la sua undicesima stagione di concerti in Russia. Il pubblico chiese più volte di riascoltare il pezzo.
Per impressionare anche il pubblico di Vienna, la mente commerciale di Johann (anche su consiglio del suo editore viennese), reintitolò successivamente la polka Im Krapfenwald'l, e fu sotto questo nome che il pubblico viennese udì per la prima volta il lavoro quando Eduard Strauss lo eseguì ad un festival nei Volksgarten il 24 giugno 1870.
Il nuovo titolo faceva riferimento al popolare Krapfenwald, la zona dei boschi viennesi, situata tra il sobborgo di Grinzing, le colline di Kobenzl e Kahlenberg, dove Franz Josef Krapf, in precedenza, aveva aperto la sua taverna Krapfenwaldel, rinomato luogo di ritrovo dei viennesi durante le escursioni del fine settimana.